# Semiothisa pallidizona
Semiothisa pallidizona là một loài bướm đêm trong họ Geometridae.